# Cornish (Nou Hampshire)
Cornish és una població dels Estats Units a l'estat de Nou Hampshire. Segons el cens del 2000 tenia 1.661 habitants.

## Demografia
Segons el cens del 2000, Cornish tenia 1.661 habitants, 645 habitatges, i 465 famílies. La densitat de població era de 15,2 habitants per km².
Dels 645 habitatges en un 32,2% hi vivien nens de menys de 18 anys, en un 62,9% hi vivien parelles casades, en un 5,4% dones solteres, i en un 27,8% no eren unitats familiars. En el 21,2% dels habitatges hi vivien persones soles el 7,4% de les quals corresponia a persones de 65 anys o més que vivien soles. El nombre mitjà de persones vivint en cada habitatge era de 2,57 i el nombre mitjà de persones que vivien en cada família era de 3,02.
Per edats la població es repartia de la següent manera: un 25,9% tenia menys de 18 anys, un 3,8% entre 18 i 24, un 26,4% entre 25 i 44, un 31,8% de 45 a 60 i un 12,2% 65 anys o més.
L'edat mediana era de 42 anys. Per cada 100 dones de 18 o més anys hi havia 100,2 homes.
La renda mediana per habitatge era de 53.393$ i la renda mediana per família de 60.313$. Els homes tenien una renda mediana de 36.115$ mentre que les dones 29.474$. La renda per capita de la població era de 23.165$. Entorn del 2,8% de les famílies i el 4,5% de la població estaven per davall del llindar de pobresa.